# Doryopteris ornithopus
Doryopteris ornithopus là một loài thực vật có mạch trong họ Adiantaceae. Loài này được (Mett.) J. Sm. miêu tả khoa học đầu tiên năm 1875.